# Tortoreta d'ales maragda
La tortoreta d'ales maragda (Turtur chalcospilos) és una tórtora, per tant un ocell de la família dels colúmbids (Columbidae) que habita sabanes i estepes amb arbres de l'Àfrica oriental i Meridional, des de Somàlia cap al sud fins a Sud-àfrica i al sud d'Angola i nord de Namíbia.